# Княжество Хайтерсхайм
Сеньория Хайтерсхайм (нем. Herrschaft Heitersheim), с 1548 года — имперское княжество Хайтерсхайм — государство в составе Священной Римской империи и владение Мальтийского ордена. Существовало в 1272 по 1806 год в Брейсгау, стало частью Великого герцогства Баден.

## История

### Основание
В 1272 году вассал монастыря Мурбах рыцарь Готфрид фон Штауфен передал поместье Хайтерсхайм и другие более мелкие владения, а также церковный устав (нем.  Kirchsatz) Фрайбургскому приходу Иоаннитов. В 1288 году Людвиг Эдерли передал десятину с деревни Шлатт монастырю Святого Иоанна во Фрайбурге. Дарение было подтверждено несколько дней спустя епископом Констанца Рудольфом I

### Формирование
Помимо других поместий в Хайтерсхайме, иоанниты в дальнейшем приобрели Вайнштеттен недалеко от Бремгартена (Хартхайм-ам-Райн) в 1298 году, Бремгартен в 1313 году и Гриссхайм в 1315 году. В 1362 году комтур Конрад фон Фризен из ордена святого Лазаря продал иоаннитам во Фрайбурге за 112 флоринов дом, усадьбу и церковь в Шлатте, в сделку также вошли долги в 246 золотых гульденов, 18 марок серебра и 172 бушелей различного зерна. В 1371 году граф Фрайбурга Эгино IV продал иоаннитам деревню Шлатт за 200 золотых гульденов.
С 1335 года упоминается отделение иоаннитов в Хайтерсхайме, с тех пор там существовало собственное комтурство. Первым упомянутым комтуром в 1419 году был Николаус Вайслин, в то же время он также был комтуром во Фрайбурге. Однако так как владения ордена в Хайтерсхайма были больше, значение Фрайбурга постепенно уменьшалось. В 1667/1668 года французская армия Себастьена Вобана в ходе Деволюционной войны разрушила монастырь Святого Иоанна во Фрайбурге, который после этого был заброшен. После орден получил ещё владения Фрайбургского отделения (Санкт-Георген), Уффхаузен и Вендлинген, а также Гюндлинген и Эшбах.

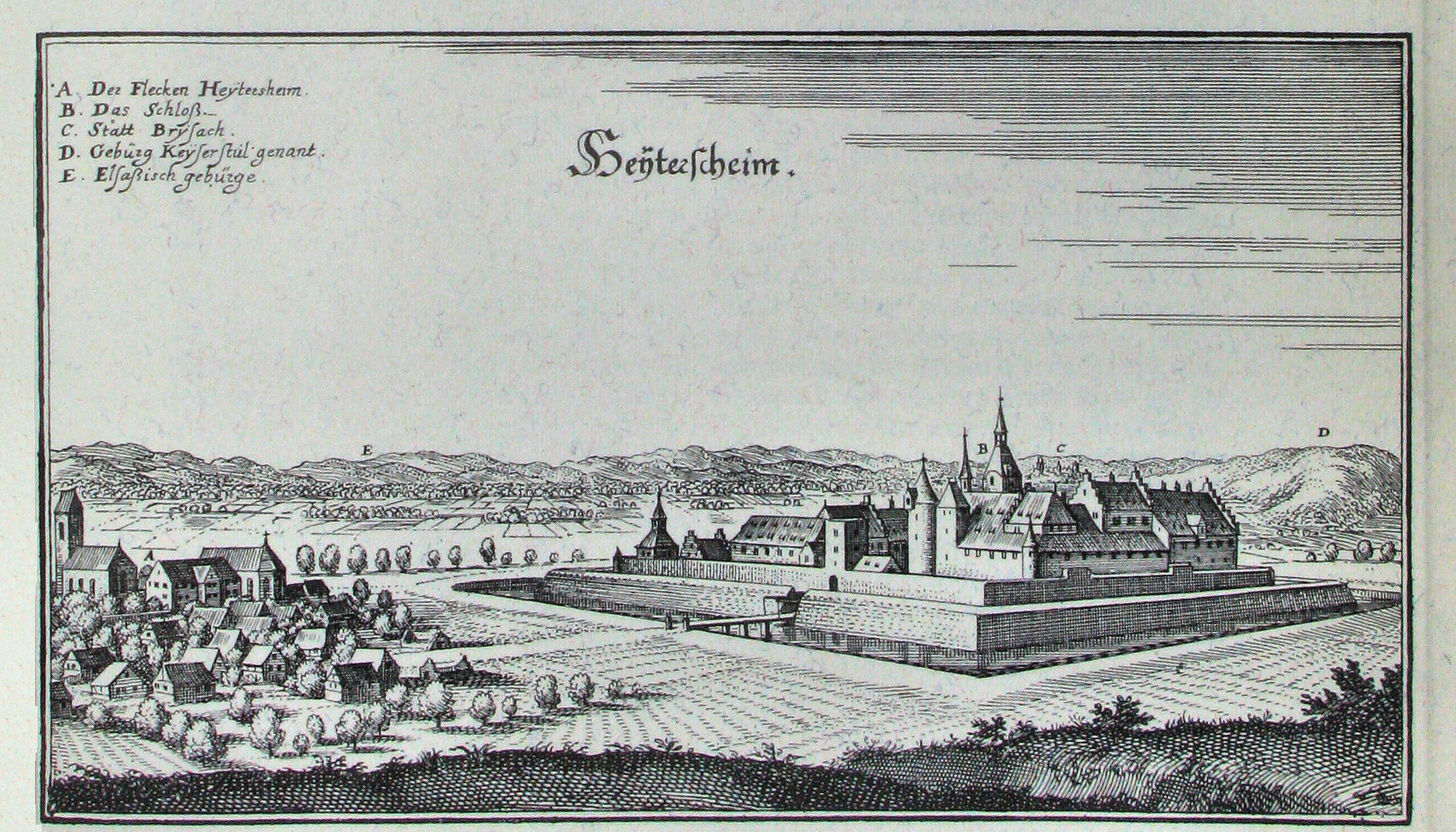
Замок Хайтерсхайм.

Ещё в 1428 году генеральный капитул ордена на Родосе назначил Хайтерсхайм резиденцией Великого приора Германии. Но первым из великих приоров там поселился лишь Рудольф фон Верденберг (1486—1505), окончательно резиденция была перенесена Иоганном Хеггенцером фон Вассерштельцем (1505—1512). С этого момента Хайтерсхайм стал административным центром большинства филиалов Мальтийского ордена в Священной Римской империи. В мае 1525 года замок Святого Иоанна в Хайтерсхайме был разграблен восставшими крестьянами.

### Княжество
Великий байло и великий приор Мальтийского ордена, а также соратник императора Карла V Георг Шиллинг фон Каннштатт в 1548 году на Аугсбургском рейхстаге получил титул имперского князя. После его смерти его племянник Георг II Бомбаст фон Гогенхайм принял на себя титул князя и должность великого приора Германии, после чего титул князя стал использоваться в личной унии со званием великого приора. Со смертью последнего князя Игнаца Бальтазара Ринка фон Бальденштайна в 1807 году титул стал использовать Баденский дом. Среди историков нет единого мнения по поводу того, как полученный Шиллингом в индивидуальном качестве титул князя сохранился за его преемниками.
До 1612 года Хайтерсхайм признавал суверенитет Верхней Австрии, княжество считалось провинциальной корпорацией Брайсгау. Лишь с 1612 года князь вступил в длительный юридический спор по поводу своего государственного суверенитета, который завершился только в 1778 году полным признанием власти Габсбургов. Причиной этих споров, вероятно, было не столько имущественный вопрос, сколько сам титул князя, который давал великим приорам Мальтийского ордена, как сеньорам Хайтерсхайма полный голос на духовной скамье имперского совета князей в Рейхстаге и окружном совете Верхнерейнского округа.
В 1803 году заключительное постановление Имперской депутации многократно увеличило территорию княжества в Брайсгау за счёт владений уняжества-епископства Базель на правом берегу Рейна, аббатства Святого Власия, имперского графства Бонндорф. Получивший Брайсгау в качестве компенсации за утраченное Моденское герцогствоЭрколе III д’Эсте не получал власти над княжеством. Однако практическая реализация постановления не была осуществлена из-за сопротивления аббатства. К 1803 году территория княжества составляла 50 км² с населением около 5 тыс. человек.
28 января 1806 года по указу французского генерала Жана-Николя де Монара Брайсгау был передан курфюршеству Баден, чей правитель Карл Фридрих решил захватить и Хайтерсхайм. Но так как статус княжества в Брайсгау оспаривался на протяжении веков, присоединение было отложено на несколько месяцев из-за протестов местного населения и великого приора Иоаннитов в Хайтерсхайме.
Только 22 июля 1806 г. княжество было ликвидировано. Попытки Мальтийского ордена на Венском конгрессе 1815 года вернуть утраченные территории остались безуспешными. Муниципальный кодекс 1832/33 г. окончательно упразднил структуру управления княжества.

## Внутренняя политика

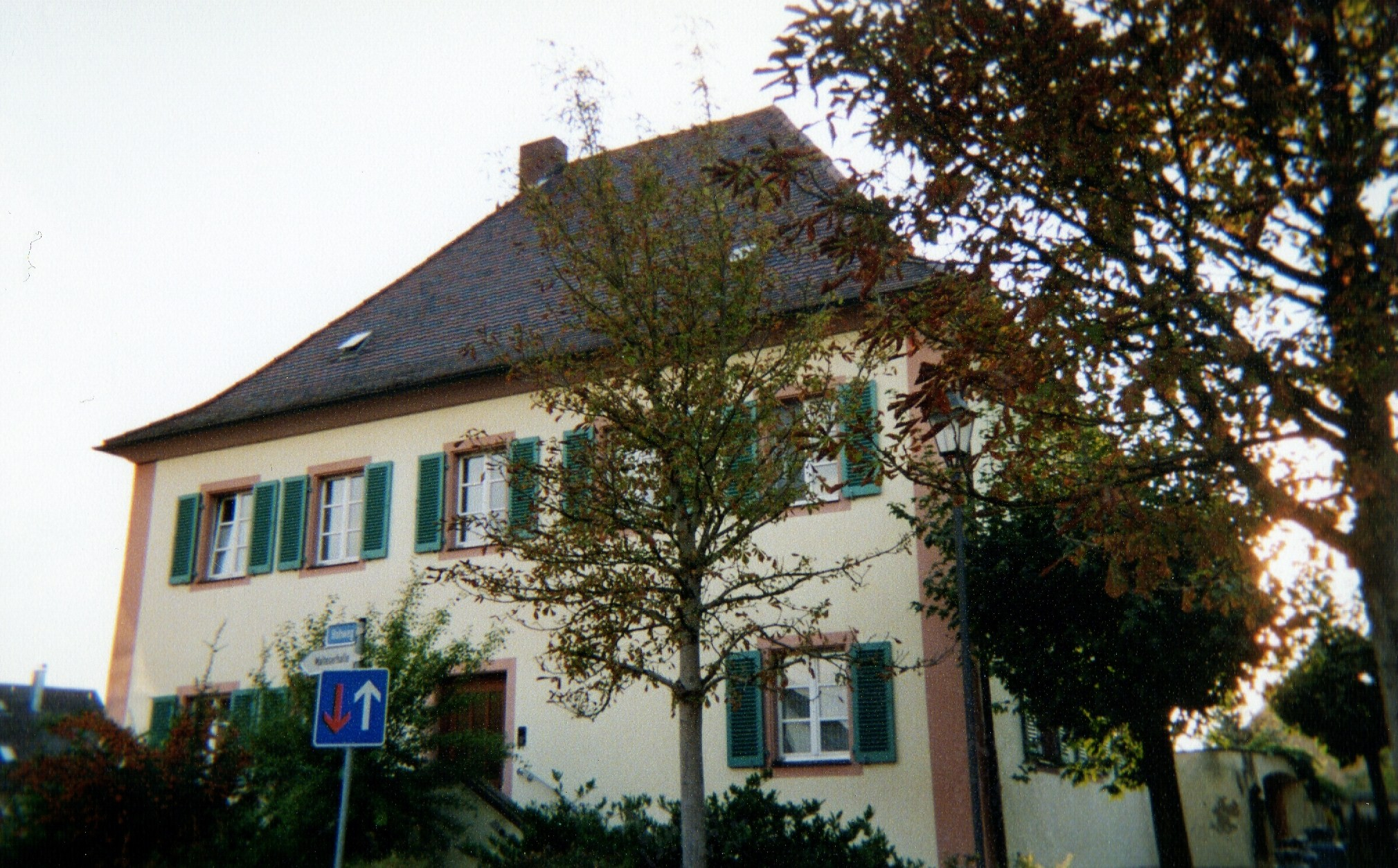
Княжеский амтсхаус в Гюндлингене.

После 1540 года в Хайтерсхайме была основана больница. Во дворце Хайтерсхайм располагалась низшая судебная инстанция. Законы и права княжества были упорядочены Иоганном Фридрихом Хундом фон Заульхаймом в 1620 году в Heitersheim Herrichsordnung.
Школьные учреждения известны с XVI в., княжеское постановление обеспечивало всеобщее воскресное обучение катехизису мужчин и женщин до 22 лет.
Иоганн Баптист фон Шауэнбург реорганизовал местное школьное образование в 1756 году, в 1769 году вышел новый устав канцелярии. Йозеф Бенедикт фон Райнах в 1785 году отменил барщину.

## Территория
| Герб | Муниципалитет | Дата приобретения | Примечания                                                                                              |  |
| ---- | ------------- | ----------------- | --- |  |
|      | Хайтерсхайм   | 1272              | Продажа прав Готфридом фон Штауфеном; покупка дополнительных прав у маркграфов Баден-Хахберга в 1276 г. |  |
|      | Гюндлинген    | 1297              | Дарение фогтства и юрисдикции маркграфами Баден-Хахберга Генрихом III и Рудольфом I.                    |  |
|      | Вайнштеттен   | 1298              | Уступка фогтства и юрисдикции Отто фон Штауфеном.                                                       |  |
|      | Бремгартен    | 1313              | Покупка у Иоганнеса фон Штауфена.                                                                       |  |
|      | Гриссхайм     | 1315              | |  |
|      | Шлатт         | 1371              | Покупка у графства Фрайбург.                                                                            |  |
|      | Эшбах         | 1613              | Покупка у герр цу Раппольтштейн.                                                                        |  |
|      | Санкт-Георген | 1668              | |  |
|      | Уффхаузен     | 1668              | принадлежит Санкт-Георгену; с 1390 года — Фрайбургскому комтурству иоаннитов.                           |  |
|      | Вендлинген    | 1668              | принадлежит Санкт-Георгену; с 1390 года — Фрайбургскому комтурству иоаннитов.                           |  |

## Правители

### Приоры и наставники Германии
| Имя                                | Оригинальное имя                   | Годы правления             |
| ---------------------------------- | ---------------------------------- | -------------------------- |
| Арлебольд                          | Arlebold                           | 1187                       |
| Альберт                            | Albert                             | 1204                       |
| Генрих фон Хаймбах                 | Heinrich von Heimbach              | 1207—1215, 1219            |
| Энгельгард                         | Engelhard                          | 1216                       |
| Альберт фон Бюхель                 | Albert von Büchel (Büchold)        | 1220 — 1228                |
| Беренгар                           | Ber(engar)                         | 1228                       |
| Конрад фон Хаймбах                 | Konr(ad) von Heimbach              | 1232                       |
| Бурхард                            | B(urkard)                          | 1234 — 1236                |
| Рейнгард                           | Reinhard                           | 1237                       |
| Рамберт/Ремберт                    | Rambert/Rembert                    | 1242                       |
| Клеменс                            | Clenens                            | 1249 — 1252                |
| Генрих фон Фюрстенберг             | Heinrich von Fürstenberg           | 1255—1259                  |
| Генрих фон Боксберг                | Heinrich von Boxberg               | 1260 — 1262                |
| Генрих фон Фюрстенберг             | Heinrich von Fürstenberg           | 1263 — 1272                |
| Генрих фон Боксберг                | Heinrich von Boxberg               | 1273                       |
| Беренгер фон Лауфен                | Berenger von Laufen                | 1273—1274                  |
| Генрих фон Боксберг                | Heinrich von Boxberg               | 1275—1278                  |
| Генрих фон Хермольсхайм            | Heinrich von Hermolsheim           | 1278—1279                  |
| Германн фон Браунхорн              | Hermann von Braunshorn             | 1279—1281                  |
| Беренгер фон Лауфен                | Berenger von Laufen                | 1282                       |
| Фридрих фон Киндхаузен             | Friedrich von Kindhausen           | 1283—1286                  |
| Беренгер фон Лауфен                | Berenger von Laufen                | 1286—1289                  |
| Готтфрид фон Клингенфельс          | Gottfried von Klingenfels          | 1290-1297                  |
| Беренгер фон Лауфен                | Hermann Judde/Judaeus/Jude         | 1300-1302                  |
| Генрих фон Киндхаузен              | Heinrich von Kindhausen            | 1302—1303                  |
| Гельферих фон Рюдигхайм            | Helferich von Rüdigheim            | 1305—1310                  |
| Герман Иудей                       | Hermann Judde/Judaeus/Jude         | 1311                       |
| Гельферих фон Рюдигхайм            | Helferich von Rüdigheim            | 1312-1316                  |
| Пауль фон Мутина/Паоло де Модена   | Paulus von Mutina/Paolo de Modena  | 1316-1318/1320             |
| Герман фон Хахберг-старший         | Hermann von Hachberg der Ältere    | 1321                       |
| Эберхард фон Кестенбург/Кестенберг | Eberhard von Kestenburg/Kestenberg | 1321—1322                  |
| Альбрехт фон Шварцбург             | Albrecht von Schwarzburg           | 1323—1327                  |
| Бертольд фон Хеннеберг-старший     | Berthold von Henneberg, der Ältere | 1328                       |
| Рудольф фон Масмюнстер             | Rudolf von Masmünster              | 8 июня 1328 года — до 1334 |
| Бертольд фон Хеннеберг-младший     | Berthold von Henneberg             | 1336—1341                  |
| Хердеген фон Рехберг               | Herdegen von Rechberg              | 1344—1354                  |
| Хуго фон Верденберг                | Hugo von Werdenberg                | 1350                       |
| Герман фон Хахберг                 | Hermann von Hachberg               | 1354 −1357                 |
| Хуго фон Верденберг-Зарганс        | Hugo von Werdenberg-Sargans        | 1357—1361                  |
| Конрад фон Браунсберг              | Konrad von Braunsberg              | 1362-1390                  |
| Фридрих фон Цоллерн                | Friedrich von Zollern              | 23 января 1391—1398        |
| Хессо фон Шлегельхольц             | Hesso von Schlegelholz             | 1398 — 1408                |
| Хенман/Иоанн цу Рейн               | Henman/Johann zu Rhein             | 5 ноября 1408—1411         |

### Великие приоры
| Герб | Имя                               | Оригинальное имя                 | Годы правления       |
| ---- | --------------------------------- | -------------------------------- | -------------------- |
|      | Хуго фон Монфорт-Брегенц          | Hugo von Montfort-Bregenz        | 1411-1444            |
|      | Иоганн Лозель                     | Johann Loesel                    | 1445-1460            |
|      | Иоганн Шлегельхольц               | Johann Schlegelholz              | 1460-1464            |
|      | Рихард фон Бутлар                 | Richard von Buttlar              | 1464 — 1466          |
|      | Иоанн фон О                       | Johannes von Ow                  | 24 декабря 1466—1481 |
|      | Рудольф II                        | Rudolf von Werdenberg            | 1481-1505            |
|      | Иоганн Хеггенцер фон Вассерстельц | Johann Heggenzer von Wasserstelz | 1505-1512            |
|      | Иоганн VI фон Хаттштейн           | Johann von Hattstein             | 3 июля 1512—1546     |

### Имперские князья
| Герб | Портрет | Имя                                            | Оригинальное имя                                | Годы жизни                                  | Годы правления  |  |
| ---- | ------- | ---------------------------------------------- | ----------------------------------------------- | ------------------------------------------- | --------------- |  |
|      |         | Георг I Шиллинг фон Каннштатт                  | Georg Schilling von Cannstatt                   | ок. 1490 — 2 февраля 1554 года              | 1546 — 1554 гг. |  |
|      |         | Георг Бомбастус фон Гогенгейм                  | Georg Bombastus von Hohenheim                   | около 1500 года — 10 декабря 1566 года      | 1554 — 1566 гг. |  |
|      |         | Адам фон Швальбах                              | Adam von Schwalbach                             | 1519 год — 4 июля 1573 года                 | 1567 — 1573 гг. |  |
|      |         | Филипп Флах фон Шварценберг                    | Philipp Flach von Schwarzenberg                 | ок. 1525 года — 10 марта 1594 года          | 1573 — 1594 гг. |  |
|      |         | Филипп II Ридзель цу Камберг                   | Philip Riedesel zu Camberg                      | около 1550 года — 13 марта 1598 года        | 1594 — 1598 гг. |  |
|      |         | Бернхард IV фон Ангелах-Ангелах                | Bernhard IV. von Angelach-Angelach              | 1523 год — 21 июня 1599 года                | 1598 — 1599 гг. |  |
|      |         | Иоганн Филипп Леш фон Мюльхайм                 | Johann Philipp Lesch von Mühlheim               | до 1545 года — 2 февраля 1601 года          | 1599 — 1601 гг. |  |
|      |         | Випрехт фон Розенбах                           | Wiprecht von Rosenbach                          | 1549 год — 15 февраля 1607 года             | 1601 — 1607 гг. |  |
|      |         | Арбогаст фон Андлау                            | Arbogast von Andlau                             | 1550 год — 5 января 1612 года               | 1607 — 1612 гг. |  |
|      |         | Иоганн Фридрих Хунд фон Заульхайм              | Johann Friedrich Hund von Saulheim              | до 1560 года — 16 марта 1635 года           | 1612 — 1635 гг. |  |
|      |         | Хартманн фон дер Танн                          | Hartmann von der Tann                           | 2октября 1566 года — 15 декабря 1647 года   | 1635 — 1647 гг. |  |
|      |         | Фридрих Гессен-Дармштадтский                   | Friedrich II von Hessen-Darmstadt               | 28 февраля 1616 года — 19 февраля 1682 года | 1647 — 1682 гг. |  |
|      |         | Франц фон Зонненберг                           | Franz von Sonnenberg                            | 26 мая 1608 года — 10 октября 1682 года     | 1682 год        |  |
|      |         | Готфрид Дросте цу Фишеринг                     | Gottfried Droste zu Vischering                  | после 1614 года — 1683 год                  | 1682 — 1683 гг. |  |
|      |         | Герман фон Вахтендонк                          | Hermann von Wachtendonk                         | н.д. — 16 июня 1704 года                    | 1683 — 1704 гг. |  |
|      |         | Бернхард Вильгельм фон Реде                    | Bernhard Wilhelm von Rhede                      | 1658 года — 21 октября 1721 года            | 1704 — 1721 гг. |  |
|      |         | Госвин Герман Отто фон Мервельдт               | Goswin Hermann Otto von Merveld                 | 5 мая 1661 года — 8 декабря 1727 года       | 1721 — 1727 гг. |  |
|      |         | Филипп Вильгельм фон Нессельроде и Райхенштейн | Philipp Wilhelm von Nesselrode und Reichenstein | 1678 год — 16 января 1754 года              | 1728 — 1752 гг. |  |
|      |         | Филипп Иоахим фон Прассберг                    | Philipp Joachim von Prassberg                   | 26 января 1679 года — 10 декабря 1754 года  | 1754 год        |  |
|      |         | Иоганн Баптист фон Шауэнбург                   | Johann Baptist von Schauenburg                  | 29 августа 1701 года — 6 марта 1775 года    | 1755 — 1775 гг. |  |
|      |         | Франц Кристоф Себастьян фон Ремхинген          | Franz Christoph Sebastian von Remchingen        | 20 января 1689 года — 18 августа 1777 года  | 1775 — 1777 гг. |  |
|      |         | Йозеф Бенедикт фон Рейнах-Фуссемань            | Josef Benedikt von Reinach-Foussemagne          | 2 декабря 1710 года — 14 октября 1796 года  | 1777 — 1796 гг. |  |
|      |         | Игнац Бальтазар Ринк фон Бальденштейн          | Ignaz Balthasar Rinck von Baldenstein           | 4 августа 1721 года — 30 июня 1807 года     | 1796 — 1806 гг. |  |